# Mansa
Mansa (früher Fort Rosebery) ist die Hauptstadt der Provinz Luapula in Sambia. Sie liegt rund 1150 Meter über dem Meeresspiegel und hat 170.965 Einwohner (2022). Sie ist Sitz der Verwaltung des gleichnamigen Distrikts.

## Demografie
| Jahr      | 1963 | 1969 | 1974 | 1990   | 2000   | 2010   | 2022    |
| --------- | ---- | ---- | ---- | ------ | ------ | ------ | ------- |
| Einwohner | 5400 | 5700 | 7900 | 37.882 | 41.059 | 78.153 | 170.965 |

## Sprache
Lokalsprache ist Cibemba, das hauptsächlich von der lokalen Bevölkerung vom Volk der Aushi/Ushi gesprochen wird.

## Religion
Die Stadt ist Sitz des römisch-katholischen Bistums Mansa, dessen Hauptkirche die Kathedrale Assumption of Our Lady (Mariä Himmelfahrt) ist.

## Bildungseinrichtungen
Neben mehreren Grundschulen existieren in der Stadt das Mansa Teachers Training College (MTTC) und die St. Clement's Secondary School.

## Verkehrsanbindung
Eine asphaltierte Landstraße führt von Lusaka über Serenje nach Mansa (840 Kilometer). Eine kürzere Verbindung mit der sambischen Hauptstadt führt durch den Copperbelt und das Gebiet der Demokratischen Republik Kongo (DRC) und hat eine Länge von 600 Kilometer. Die Straße in der DR Kongo ist seit etwa 2008 durchgängig asphaltiert, der Grenzfluss Luapula am nördlichen Grenzübergang ist seit ca. 2009 auf einer Brücke zu überqueren.
Von Mansa aus gehen Busverbindungen in verschiedene Richtungen. Eine asphaltierte Landebahn für kleinere Flugzeuge befindet sich rund fünf Kilometer nördlich von Mansa.

## Wirtschaft
In Mansa selbst existiert ein täglicher Markt. Nur wenige Supermärkte bieten auch nichteinheimische Waren an. Eine Tankstelle, einige Hotels, ein Postamt, ZamTel (Telefongesellschaft) und eine Batteriefabrik sind am Ort vorhanden.
Etwa zehn Kilometer nördlich von Mansa wurde bis zu den 1980er Jahren eine Manganerz-Lagerstätte im Tagebau ausgebeutet. 2007 wurden rund um Mansa weitere Manganerz-Lagerstätten gefunden, deren Abbau 2009 teilweise begonnen hat. Das Erz wird zum Teil vor Ort verarbeitet und teilweise in einer lokalen Fabrik zur Herstellung von Batterien genutzt.

## Sehenswürdigkeiten
Die Sehenswürdigkeiten liegen weiter entfernt, doch stellt Mansa den Ausgangspunkt zu ihrem Erreichen dar.
Der Bangweulusee mit angrenzenden riesigen Sumpfgebieten bei Samfya (ca. 80 km östlich) ist ein Vogelparadies und bietet Bootstouren für Besucher.
Etwa 55 km nördlich von Mansa (Richtung Mwense) liegen die Musondafälle, wo es ein Wasserkraftwerk am Luongo, einem Nebenfluss des Luapula, gibt. Bei ausreichend hohem Wasserstand (ca. Dezember bis Juli) wird von hier aus Strom in das nationale Netz eingespeist.
Ebenfalls nördlich, etwa 35 km, liegen die Mumbulumafälle am Fluss Luafumu, der ebenfalls in den Luapula entwässert.

## Umgebung
Die Landschaft um die Stadt ist leicht hügelig (typische Dambo-Landschaft). In Stadtnähe ist kaum noch Waldbestand zu finden, da er hauptsächlich als Brennholz dient oder zu Holzkohle verarbeitet wird. In größerer Entfernung gibt es den typischen Miombo-Hartlaubwald.